# Alpen-Tragant
Der Alpen-Tragant (Astragalus alpinus) ist eine Pflanzenart aus der Gattung Tragant (Astragalus) in der Familie der Hülsenfrüchtler (Fabaceae).

## Beschreibung

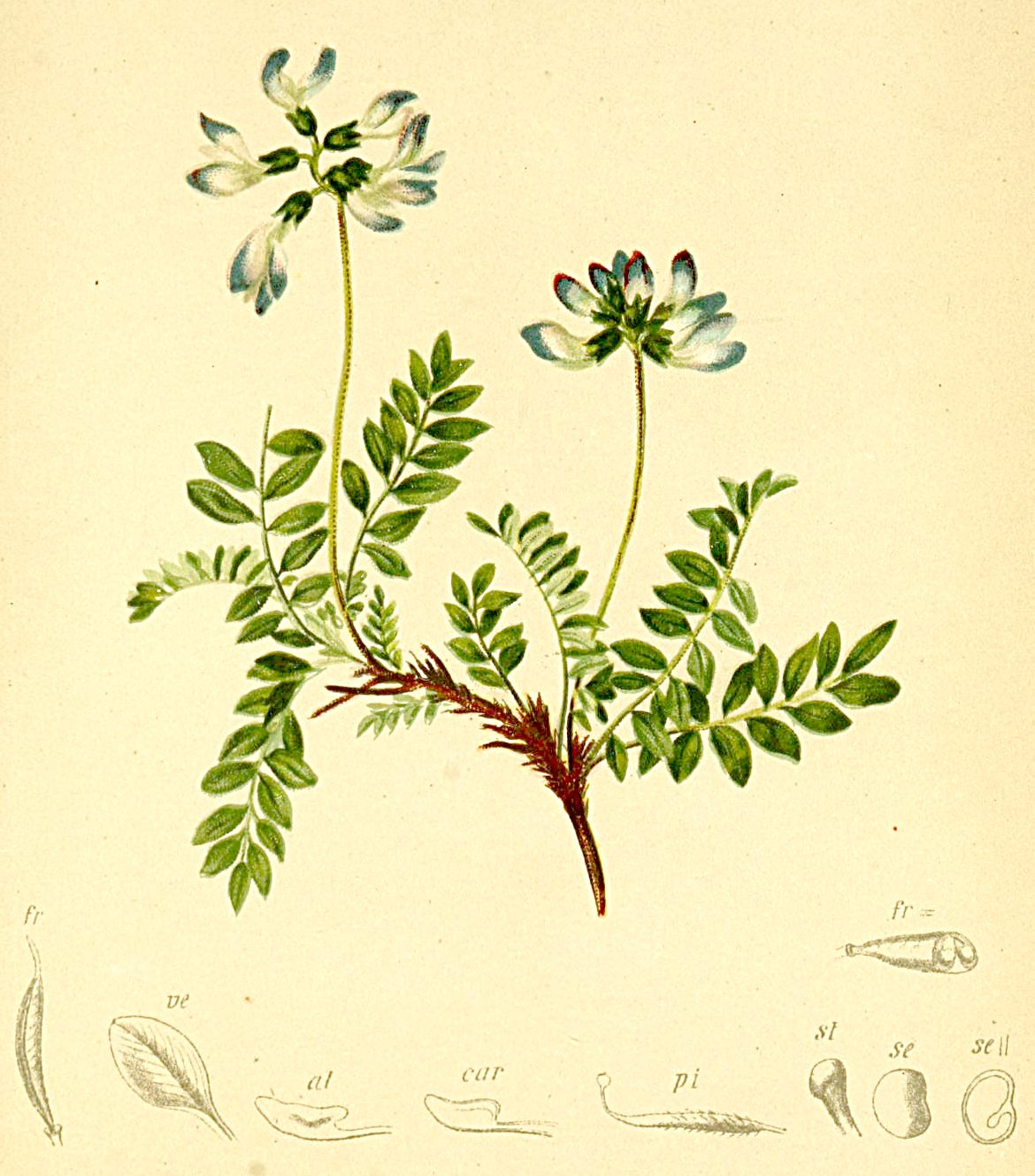
Illustration aus Atlas der Alpenflora

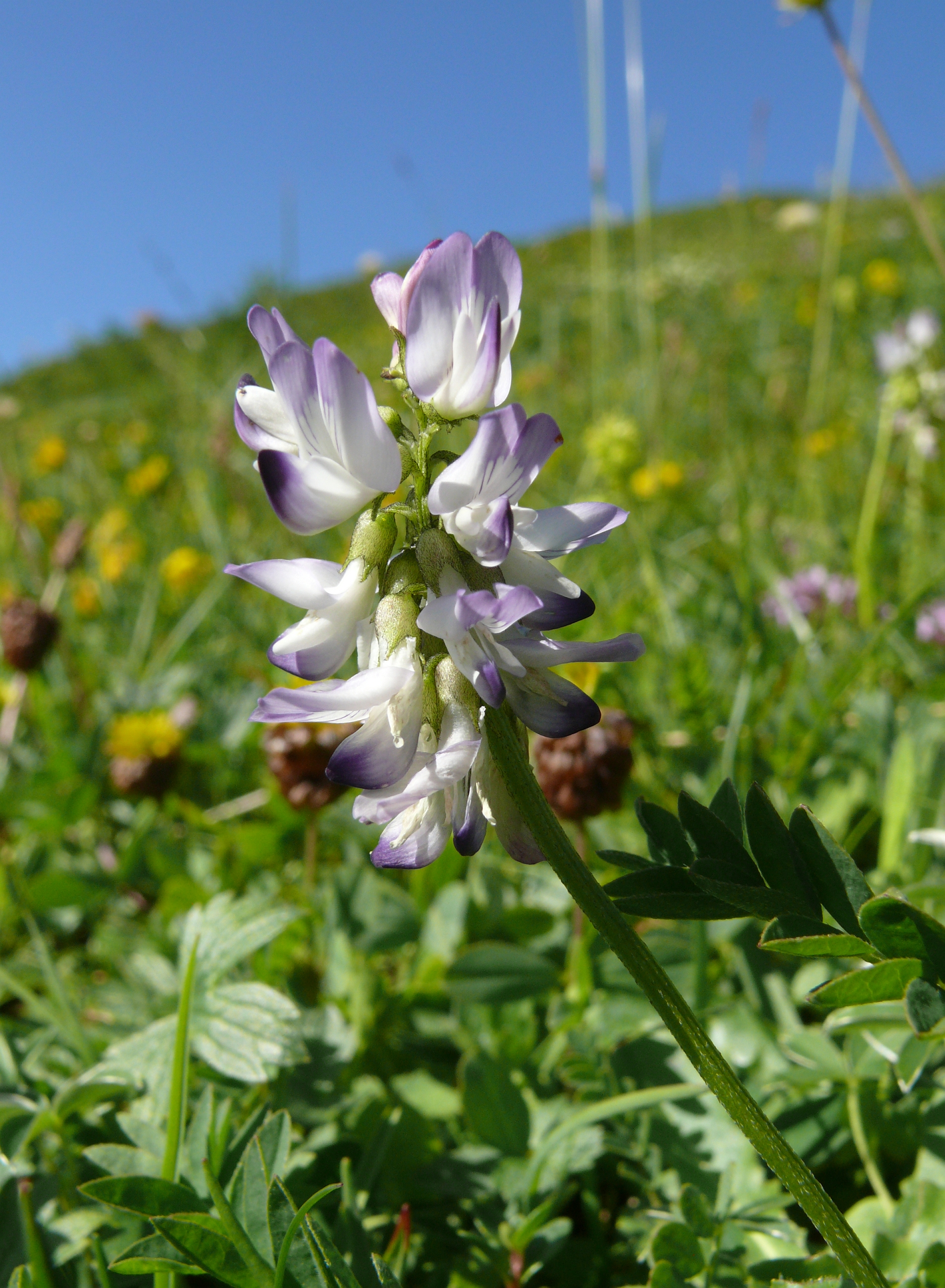
Blütenstand

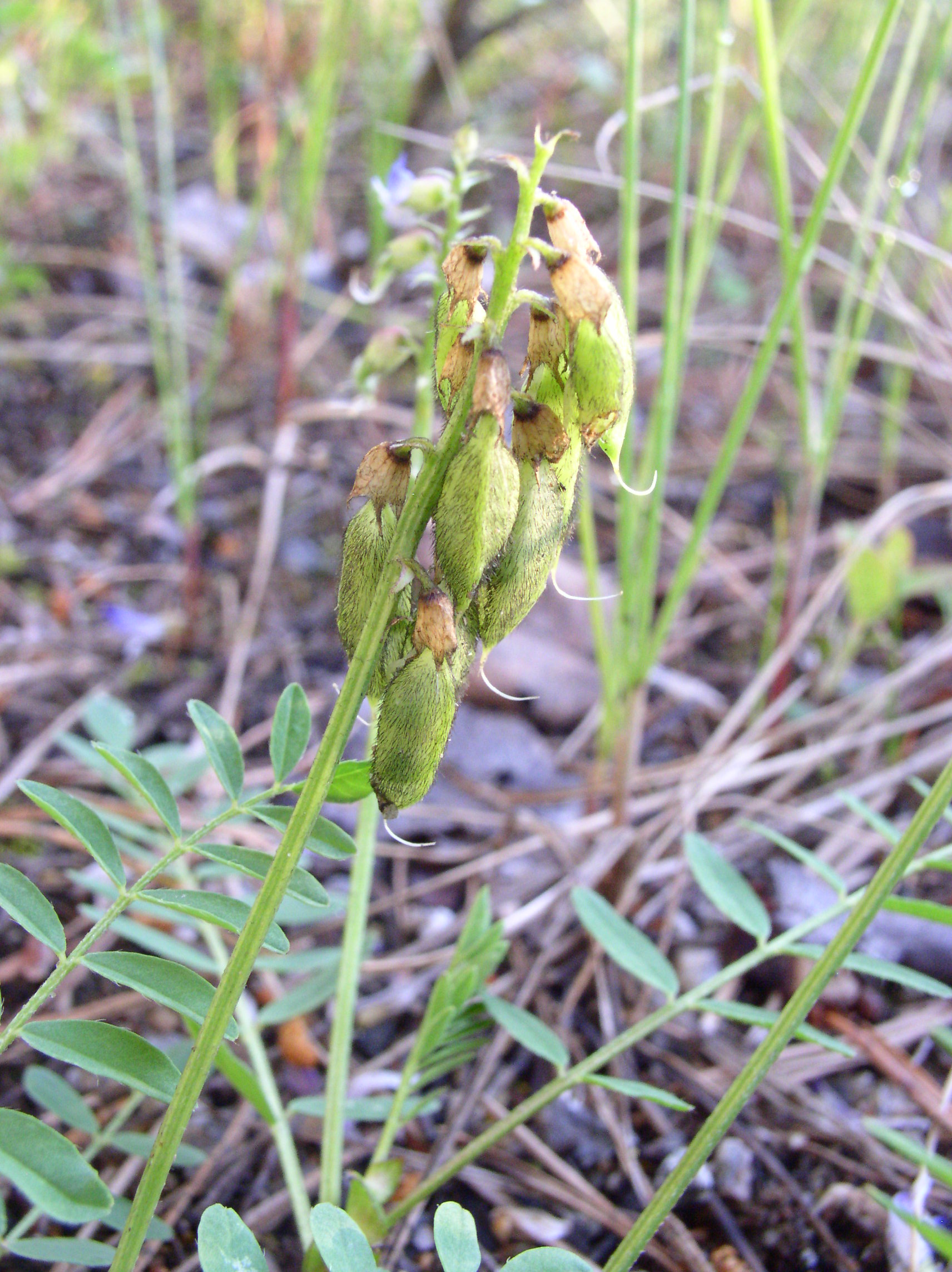
Früchte

### Vegetative Merkmale
Der Alpen-Tragant ist eine ausdauernde krautige Pflanze, die Wuchshöhen von 5 bis 20, selten bis zu 30 Zentimetern erreicht. Die oberirdischen Pflanzenteile sind zerstreut mit einfachen, anliegenden grauen Haaren bedeckt. Der Stängel ist niederliegend bis aufsteigend.
Die wechselständig angeordneten Laubblätter sind unpaarig gefiedert. Die meist 13 bis 25 Fiederblättchen sind elliptisch und stumpf. Die Oberseite der Fiederblättchen ist kahl. Die Nebenblätter sind 3 bis 5 Millimeter lang und häutig.

### Generative Merkmale
Die Blütezeit reicht von Juni bis August. Jeweils 5 bis 15 abstehende oder nickende Blüten stehen in einem traubigen Blütenstand zusammen. Die Blütenstiele sind 1 bis 2 Millimeter lang.
Die zwittrigen Blüten sind zygomorph und fünfzählig mit einer doppelten Blütenhülle. Die fünf Kelchblätter sind etwas länger als bis zu ihrer Mitte zu einer Kelchröhre verwachsen. Die weiß-lilafarbene Krone besitzt die typische Form der Schmetterlingsblüten. Die Fahne ist hellblau. Das Schiffchen ist weiß mit blauviolettem oberem Ende und so lang wie die Fahne. Die ganzrandigen Flügel sind weißlich und kürzer als das Schiffchen.
Die hängende Hülsenfrucht ist aufgeblasen und schwarz zottig behaart.
Die Chromosomenzahl beträgt 2n = 16 oder 32.

## Vorkommen
Der Alpen-Tragant kommt in den Alpen, den Pyrenäen, den Karpaten, dem Kaukasus, in Zentralasien und im arktischen Bereich subalpin bis alpin auf Rasen und Moränen auf kalkreichen Böden in Höhenlagen von bis zu 3100 Metern vor. Er kommt vor allem im Elynetum vor, ist überregional eine Klassencharakterart der Nacktried-Gesellschaften (Carici rupestris-Kobresietea bellardii-Klasse), kommt aber auch in Pflanzengesellschaften des Verbands Seslerion albicantis vor. In den Allgäuer Alpen steigt er in Bayern am Gipfel des Linkerskopfs bis zu einer Höhenlage von 2450 Metern auf. Im Aostatal erreicht er sogar die Höhe von 3100 Metern.
Die ökologischen Zeigerwerte nach Landolt et al. 2010 sind in der Schweiz: Feuchtezahl F = 2+ (frisch), Lichtzahl L = 4 (hell), Reaktionszahl R = 4 (Neutral bis basisch), Temperaturzahl T = 1+ (unter-alpin, supra-subalpin und ober-subalpin), Nährstoffzahl N = 2 (nährstoffarm), Kontinentalitätszahl K = 4 (subkontinental).

## Taxonomie
Der Alpen-Tragant wurde 1753 von Carl von Linné in Species Plantarum Band 2, Seite 760 als Astragalus alpinus erstbeschrieben. Die Art wurde zuerst von Johann Jakob Scheuchzer als eine Tragant-Art beschrieben.